# Oujda
Oujda (in arabo وجدة‎?, Wujda; in berbero: ⵡⴻⵊⴷⴰ, Wejda) è una città del Marocco, posta all'estremità orientale del Paese, ai confini con l'Algeria.
La città è anche conosciuta come la "città millenaria" per le varie colonizzazioni subite dalla popolazione, che sono sempre state viste dai cittadini come mezzo per conoscere altre culture, ciò ha reso la città fiorente e ricca di vitalità grazie anche alla collocazione tra il confine algerino, il Mar Mediterraneo e la catena montuosa del Rif.

## Geografia fisica

### Clima
| Oujda               | Mesi | Mesi | Mesi | Mesi | Mesi | Mesi | Mesi | Mesi | Mesi | Mesi | Mesi | Mesi | Stagioni | Stagioni | Stagioni | Stagioni | Anno  |
| Oujda               | Gen  | Feb  | Mar  | Apr  | Mag  | Giu  | Lug  | Ago  | Set  | Ott  | Nov  | Dic  | Inv      | Pri      | Est      | Aut      | Anno  |
| ------------------- | ---- | ---- | ---- | ---- | ---- | ---- | ---- | ---- | ---- | ---- | ---- | ---- | -------- | -------- | -------- | -------- | ----- |
| T. max. media (°C)  | 16,3 | 17,4 | 20,5 | 23,1 | 26,2 | 31,3 | 34,8 | 34,7 | 30,0 | 25,5 | 20,1 | 17,3 | 17,0     | 23,3     | 33,6     | 25,2     | 24,8  |
| T. min. media (°C)  | 4,8  | 5,0  | 7,3  | 9,4  | 12,2 | 16,1 | 18,8 | 19,1 | 16,2 | 13,2 | 9,1  | 5,9  | 5,2      | 9,6      | 18,0     | 12,8     | 11,4  |
| Precipitazioni (mm) | 28,2 | 29,1 | 33,4 | 36,3 | 27,8 | 5,4  | 1,2  | 3,3  | 15,7 | 20,3 | 34,5 | 31,4 | 88,7     | 97,5     | 9,9      | 70,5     | 266,6 |

## Geologia
Il territorio della Prefettura di Oujda-Angad, nella quale Oujda risiede, è un importante sito estrattivo minerario, soprattutto di minerali quali azzurrite, anglesite e calcopirite ma, secondariamente anche vanadinite.

## Società

### Comunità ebraica
La città è stata storicamente sede di una cospicua comunità ebraica, che contava 2.000 unità nel 1951. La comunità, incoraggiata da agenti sionisti legati all'Agenzia ebraica e poi dal Mossad, è emigrata in massa verso Israele e Francia tra gli anni 1950 e 1960.

## Sport
Oujda è dotata di diverse infrastrutture sportive: uno stadio comunale, lo Stadio d'onore di Oujda, ristrutturato nel 2007, con 35.000 posti a sedere e il complesso sportivo 'Rock', contenente uno stadio da rugby, campi da tennis nel parco Lala Aicha, un campo da golf e due sale polifunzionali.
Le associazioni sportive della città sono:
- Mouloudia Club d'Oujda (MCO): calcio, rugby a 15, pallamano, atletica, pallacanestro e judo
- Union Sportive Muslmane Oujdie Handball: squadra femminile di pallamano
- Union sportive d'Oujda (USO): atletica, rugby à XV e judo
- Étoile sportive d'Oujda (ESO): atletica, calcio, judo e boxe
- Union sportive musulmane d'Oujda (USMO): pallamano, judo e calcio

## Galleria d'immagini

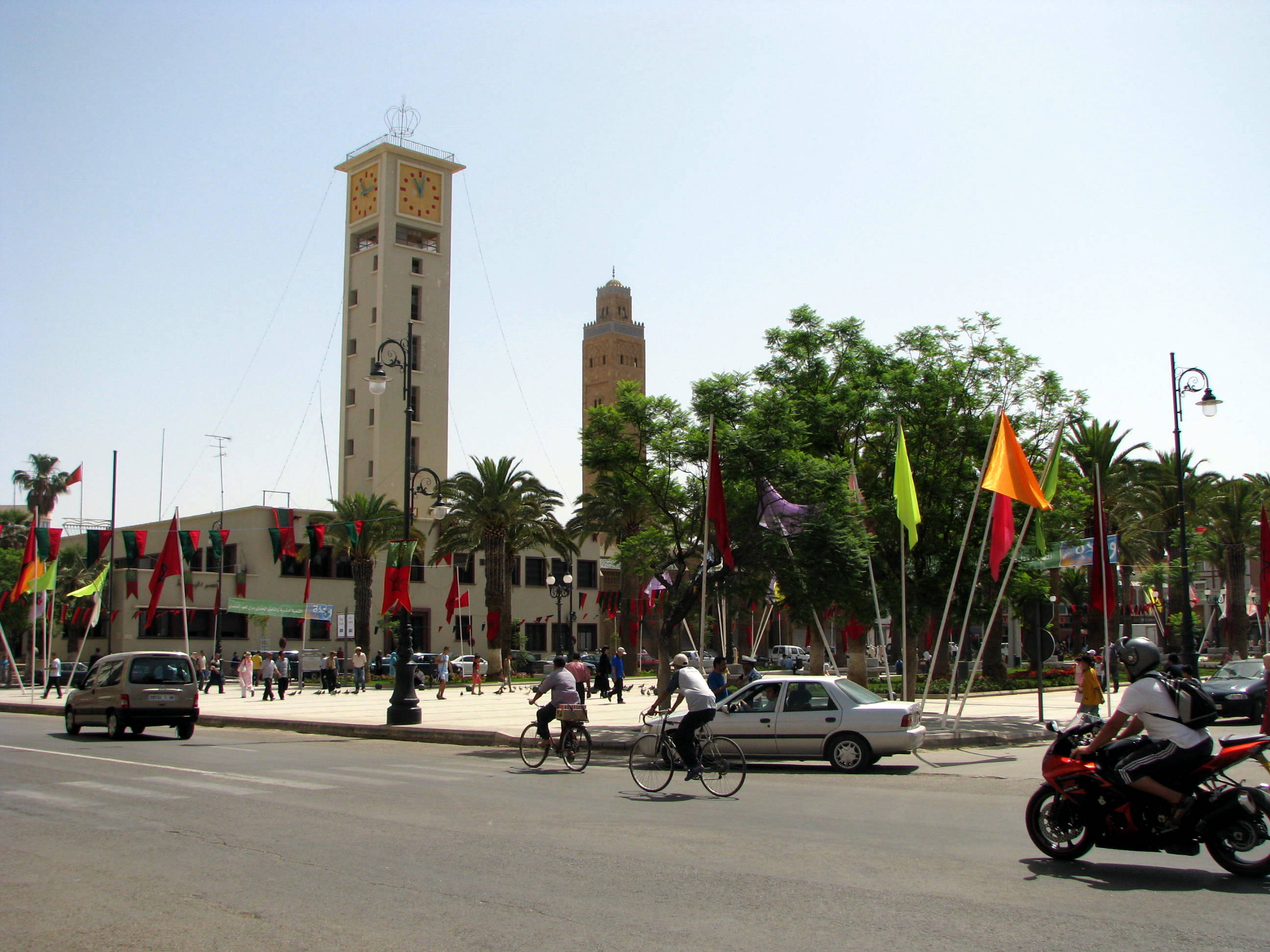
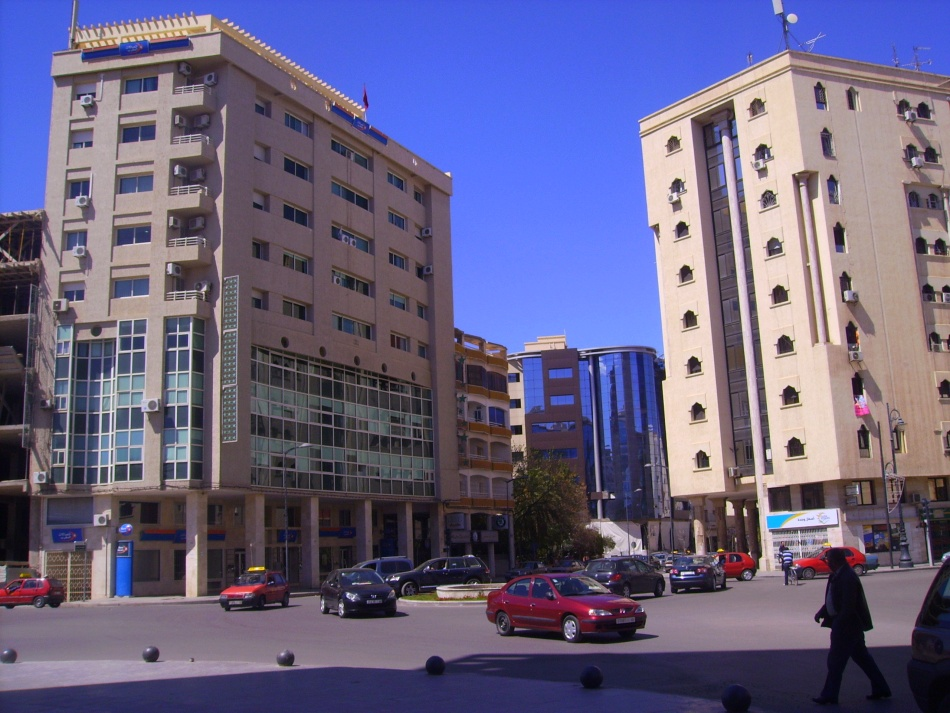
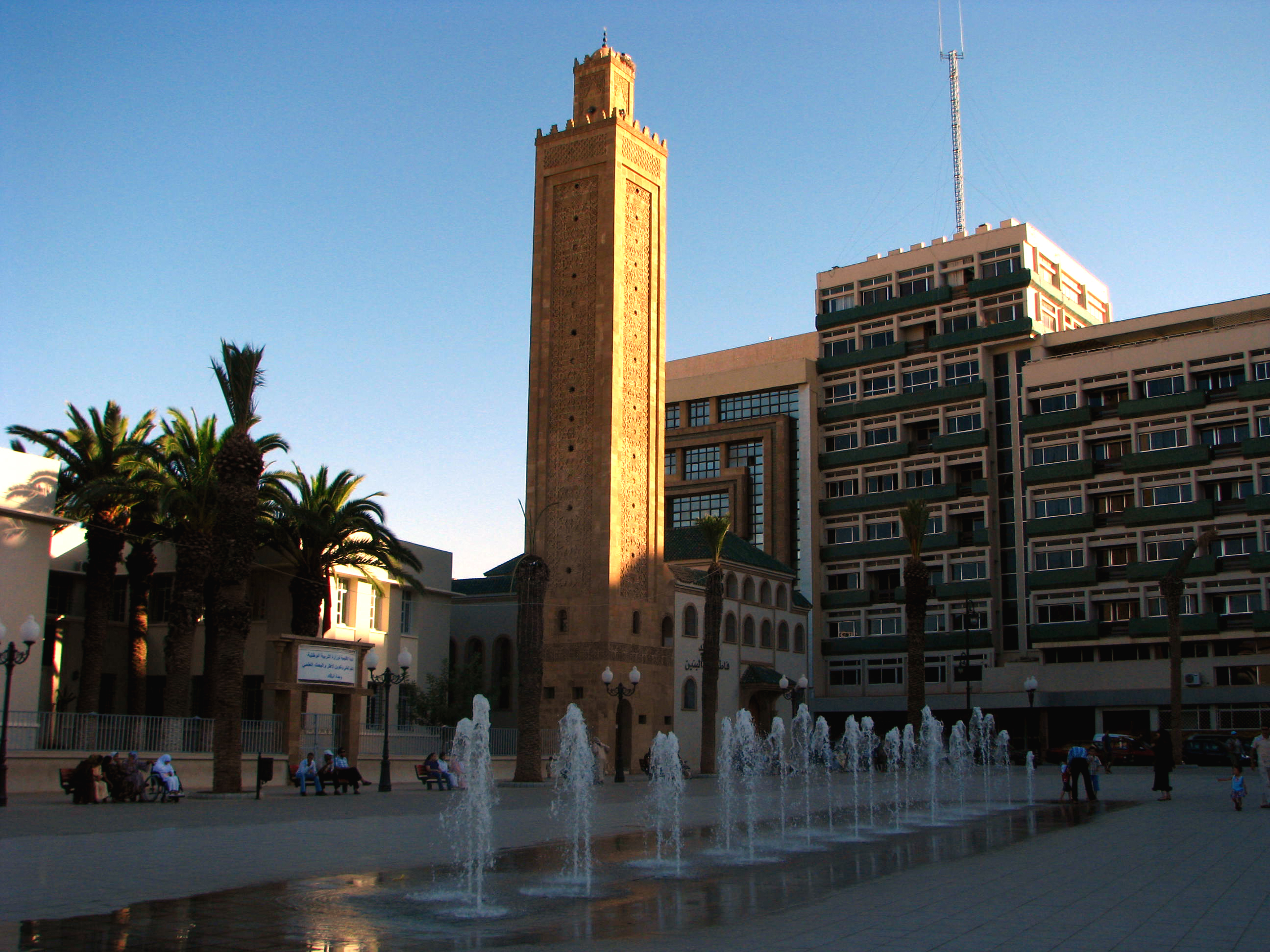
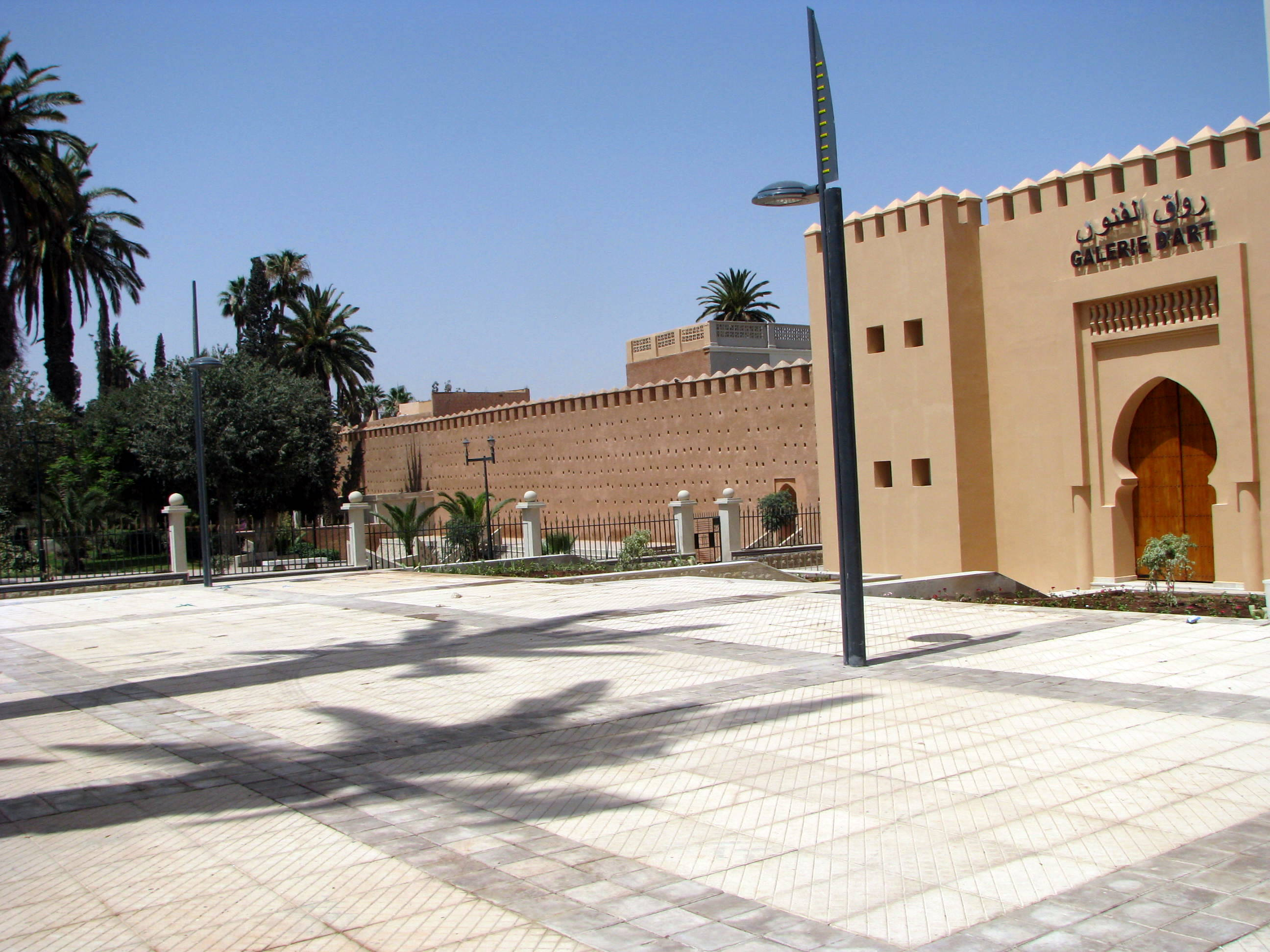
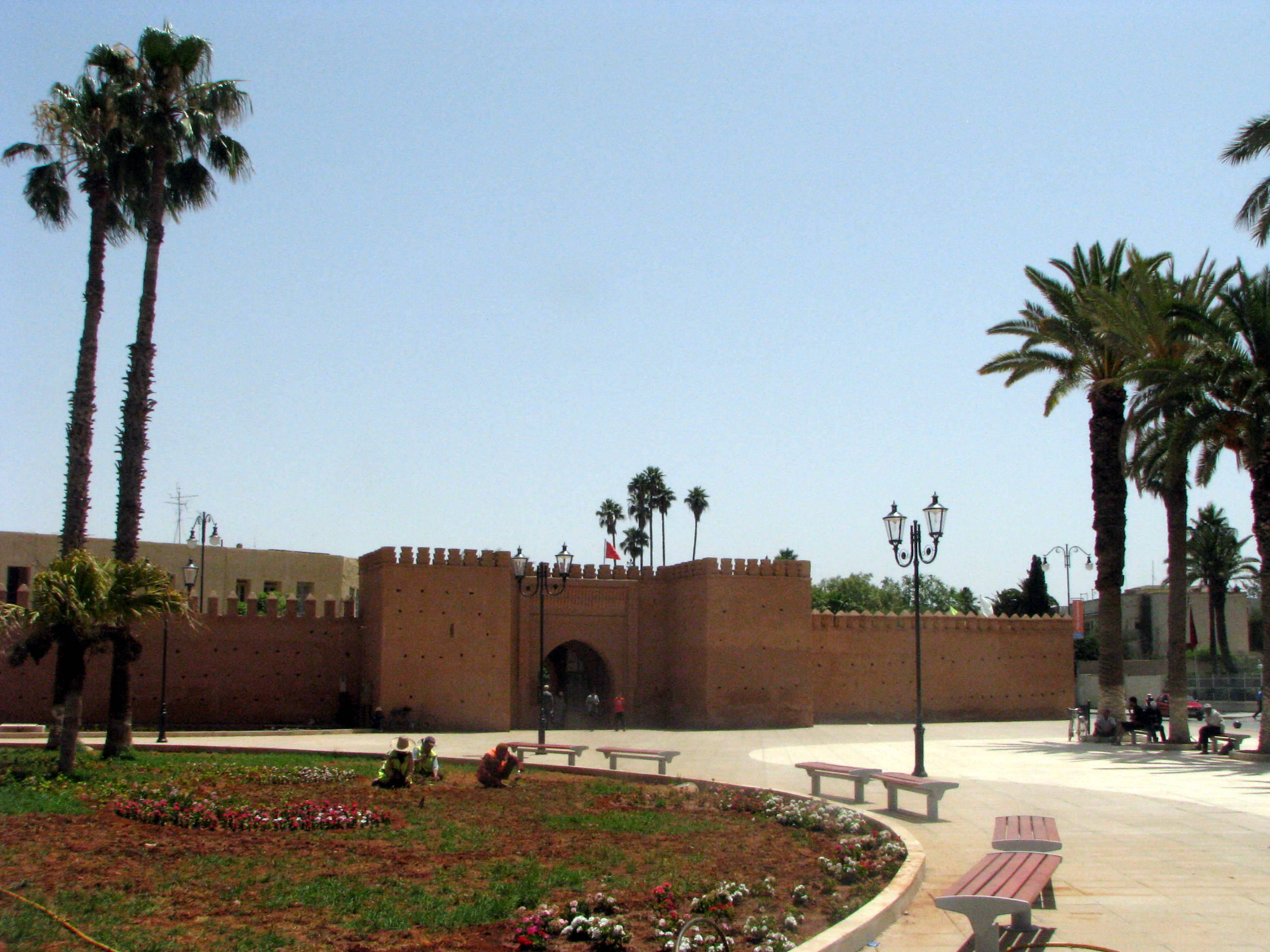
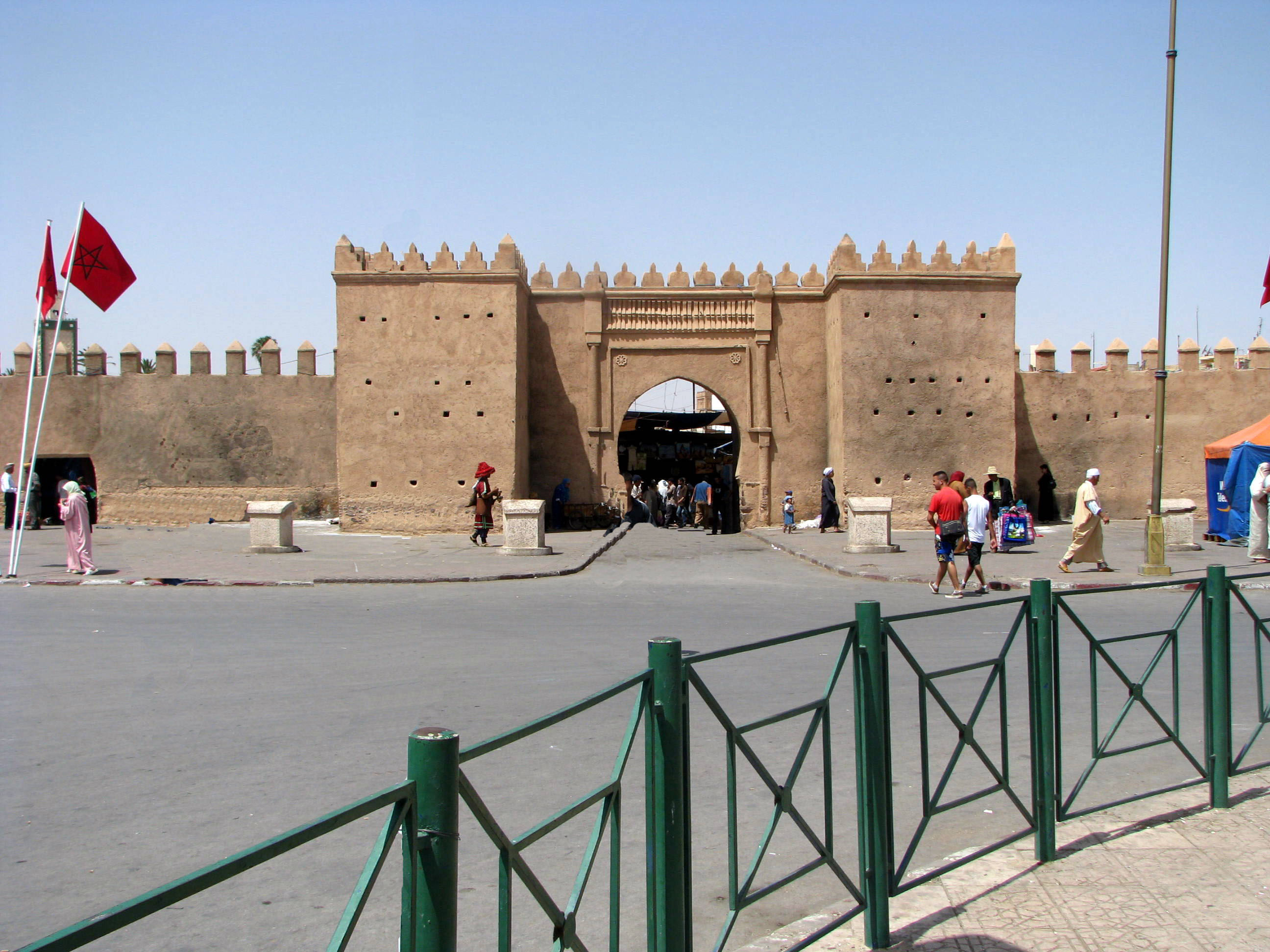
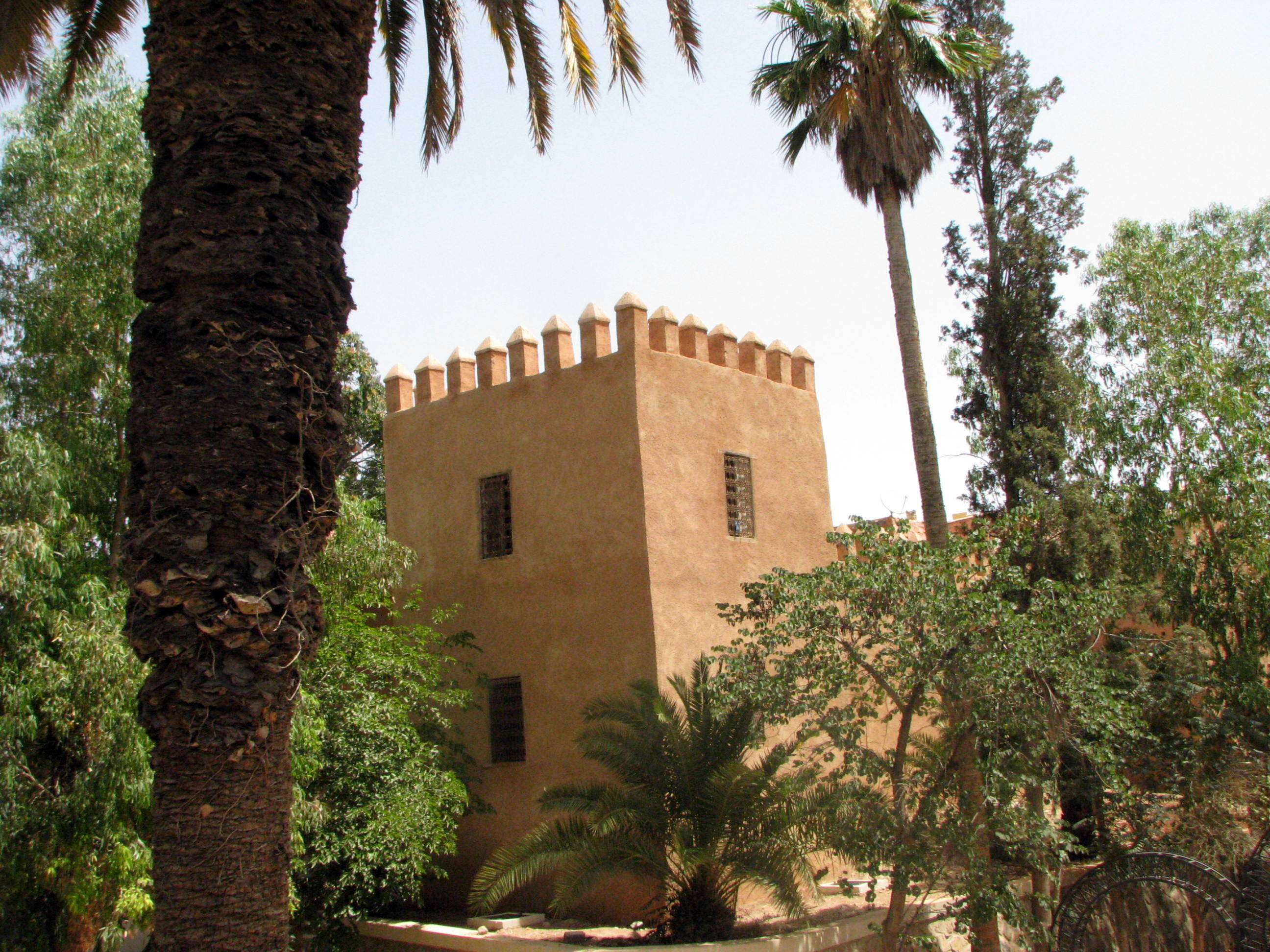
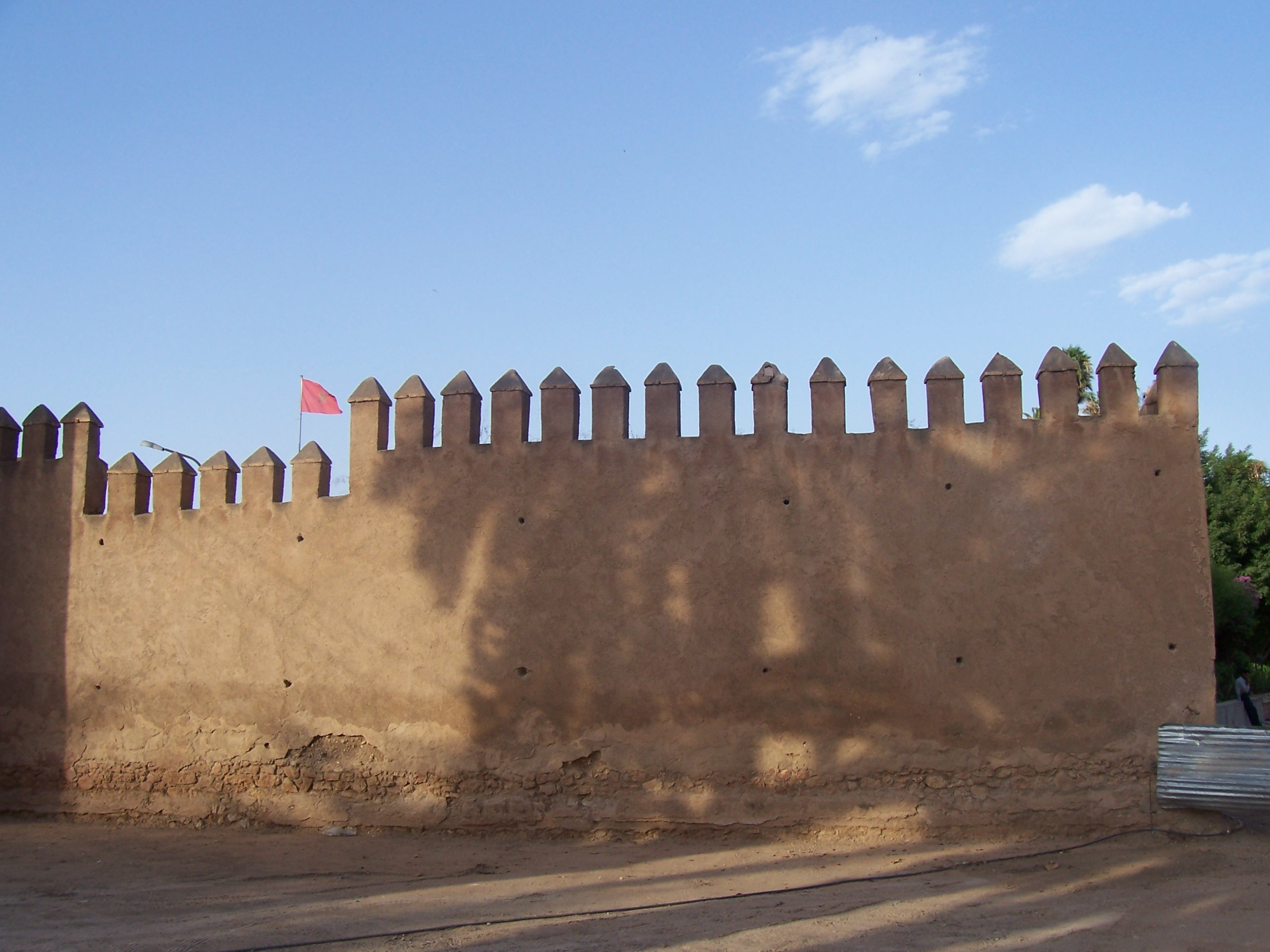
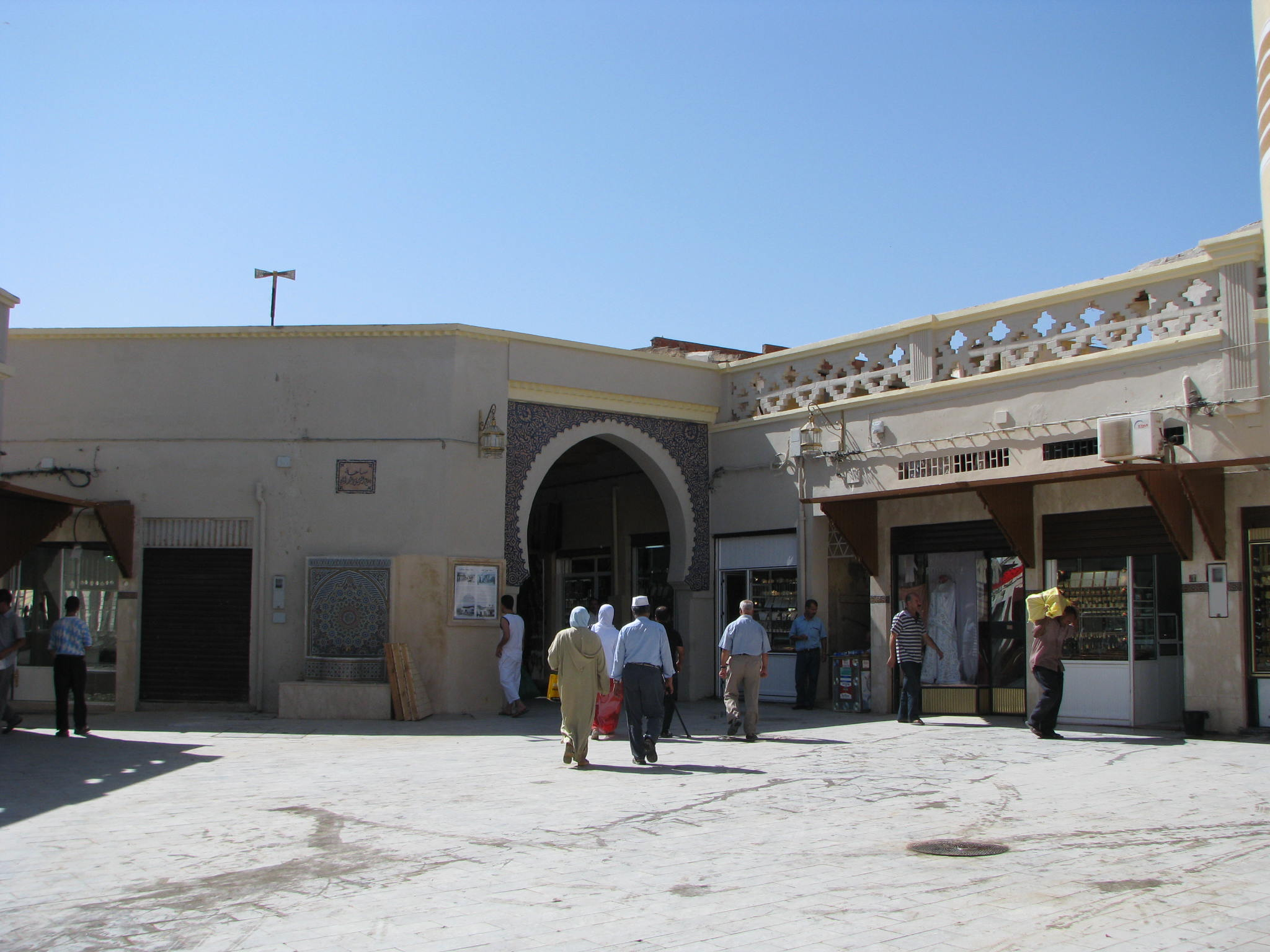
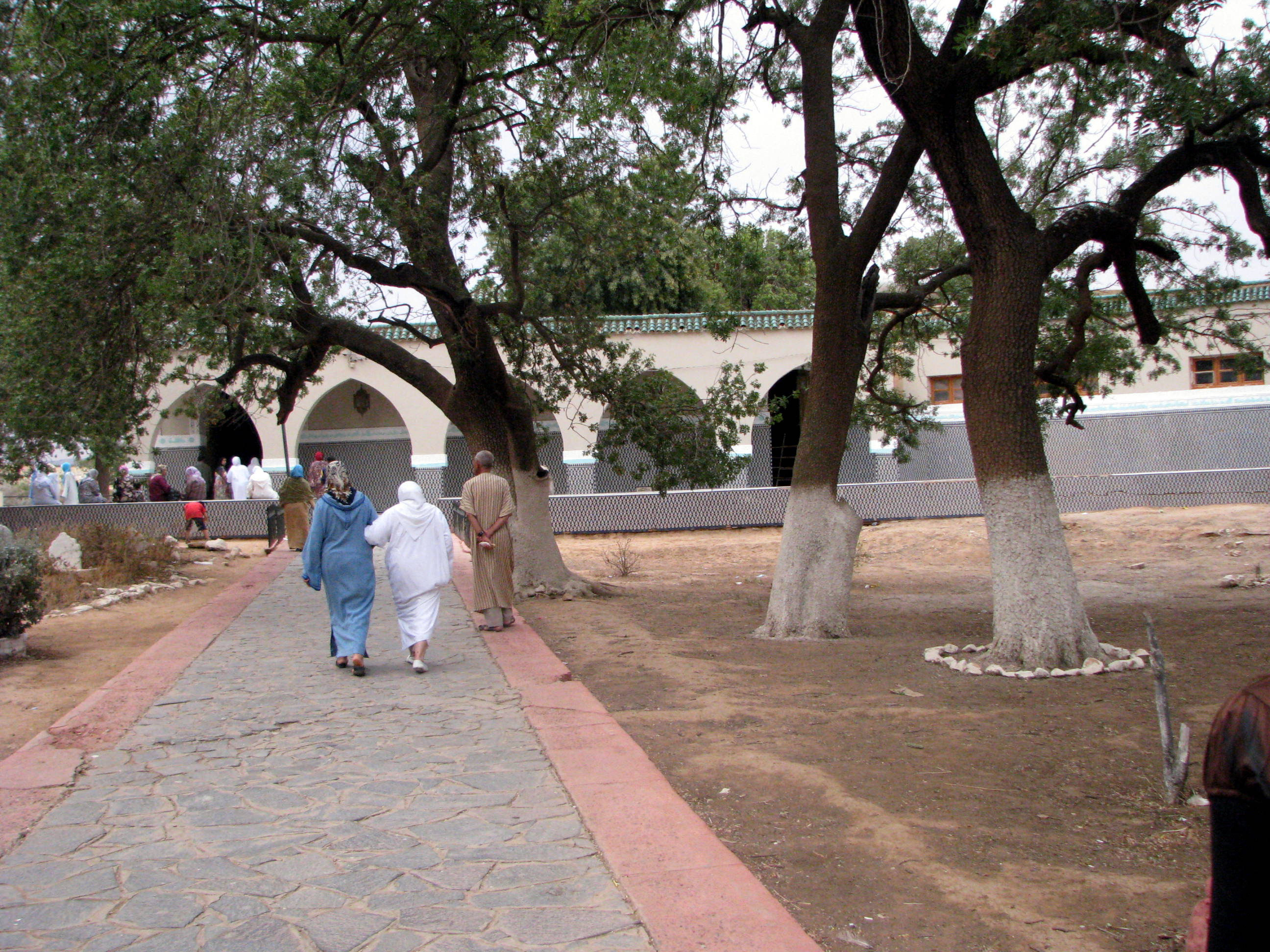